# علي باشا عمر
د. علي باشا عمر المراقب الرابع لحركة الإصلاح في الصومال -الإخوان المسلمون في الصومال- منذ 12 أغسطس 2008م إلي الآن وعضو البرلمان الانتقالي الصومالي.

## وصلات خارجية
- حديث مع مراقب حركة الإصلاح بالصومال د. علي باشا عمر، إخوان أون لاين، 9 فبراير 2009م